# Museumsdorf Düppel
Museumsdorf Düppel er et arkæologisk frilandsmuseum, der ligger i Krumme Fenn, et område i kvarteret Düppel, i bydelen Berlin-Zehlendorf, i Berlin, Tyskland. Det blev grundlagt i 1975, og tilhører Stiftung Stadtmuseum Berlin. Museumslandbyen er opbyget som en landsby fra middelalderen.